# Nunska Graba
Nunska Graba je naselje u slovenskoj Općini Ljutomeru. Nunska Graba se nalazi u pokrajini Štajerskoj i statističkoj regiji Pomurju. 

## Stanovništvo
Prema popisu stanovništva iz 2002. godine naselje je imalo 164 stanovnika.